# Ꚛ
La O cruzada (Ꚛ ꚛ; cursiva: Ꚛ ꚛ) es una letra del alfabeto cirílico, similar a la letra o pero con la adición de una cruz.
Se usa en el antiguo idioma eslavo eclesiástico. La o cruzada se usa principalmente en la palabra ꚛкрест (alrededor, en la región de) en manuscritos eslavos tempranos, cuyo componente крест significa “cruz”.

## Códigos de computación
| Carácter      | Ꚛ                                  | Ꚛ                                  | ꚛ                                  | ꚛ                                  |
| ------------- | ---------------------------------- | ---------------------------------- | ---------------------------------- | ---------------------------------- |
| Unicode       | LETRA MAYÚSCULA CIRÍLICA O CRUZADA | LETRA MAYÚSCULA CIRÍLICA O CRUZADA | LETRA MINÚSCULA CIRÍLICA O CRUZADA | LETRA MINÚSCULA CIRÍLICA O CRUZADA |
| Codificación  | decimal                            | hex                                | decimal                            | hex                                |
| Unicode       | 42650                              | U+A69A                             | 42651                              | U+A69B                             |
| UTF-8         | 234 154 154                        | EA 9A 9A                           | 234 154 155                        | EA 9A 9B                           |
| Ref. numérica | &#42650;                           | &#xA69A;                           | &#42651;                           | &#xA69B;                           |